# Löhnen
Löhnen ist einer der älteren Ortsteile der Stadt Voerde (Niederrhein) im Kreis Wesel, Nordrhein-Westfalen und zählt 494 (Stand 31. Dezember 2024) Einwohner.

## Lage
Löhnen liegt 4 km westlich vom Kernort Voerde, begrenzt wird der Ortsteil im Westen von Ork, im Nordwesten von Spellen, im Nordosten von Stockum, im Osten von Voerde-Mitte und im Süden von Götterswickerhamm und Mehrum. Das gesamte Ortsgebiet ist Teil des Naturschutzgebiets Rheinvorland.

## Geschichte
Löhnen gehörte seit 1815/16 zur Bürgermeisterei Götterswickerhamm im Kreis Dinslaken, ebenso wie die Gemeinden Voerde (Niederrhein), Mehrum, Görsicker, Möllen und Spellen. Der Name der Bürgermeisterei wurde 1911 in Bürgermeisterei Voerde (Niederrhein) geändert. Die beiden Gemeinden Mehrum und Görsicker wurden 1913 in die Gemeinde Löhnen eingegliedert. Aus der Bürgermeisterei Voerde (Niederrhein) wurde 1927 das Amt Voerde (Niederrhein). In den 1930er Jahren bürgerte sich für den Ortsteil Görsicker der Name Götterswickerhamm ein. Am 1. April 1950 entstand durch die Vereinigung der Gemeinden Löhnen und Voerde die neue Gemeinde Voerde.

## Bevölkerungsentwicklung
- 1910: 413[6]
- 2003: 509[7]
- 2017: 508[8]
- 2019: 504[9]
- 2020: 500[10]
- 2024: 494

## Sehenswürdigkeiten
Der kleine Ort hat keine besonderen Sehenswürdigkeiten. Er zeichnet sich vielmehr durch seine Lage im Naturschutzgebiet Rheinvorland aus. Erwähnenswert ist dennoch „Haus Löhnen“, Namensgeber des Ortes, ehemaliger Rittersitz, 1589 von den Spaniern zerstört und später wieder aufgebaut. Leider gibt es nur noch Fundamentsreste und Andeutungen des ehemaligen Wassergrabens zu sehen. „Haus Löhnen“ wurde erstmals im 14. Jahrhundert erwähnt. Erster Pächter war Johannes von Podick, dem vier Generationen folgten. Vom Familienwappen der von Podicks, einem roten Herz im silbernen Schild, ist das heutige Wappen Löhnens abgeleitet.
Ende der 1960er Jahre begaben sich die Stadtwerke Dinslaken im Versorgungsauftrag der Stadt Dinslaken auf die Suche nach einem geeigneten hoch qualitativen Grundwasservorkommen zur Versorgung der aufstrebenden Industrie und regsamen Bevölkerungsentwicklung der Stadt. Fündig wurde man in Löhnen in der Nähe der Mommniederung. Man begann ein Wasserwerk mit – damals innovativ – zentraler Enthärtungsanlage zu bauen.

## Bildung und Sport
In Löhnen gibt es keine Schule mehr; sie befand sich früher in der kulturellen und sozialen Begegnungsstätte „De alde School“. Im Ortsgebiet gibt es den Schützenverein BSV „Vivat Löhnen“.

## Wirtschaft
Die Ortschaft hat als wirtschaftliche Bedeutung mehrere familiengeführte landwirtschaftliche Betriebe sowie das als überregional bekannte „Wasserwerk-Löhnen“ der Wasserwerke Dinslaken GmbH zu nennen.